# Zgodovina Tibeta
Zgodovino Tibeta označuje predanost budizmu, tako njegovih prebivalcev, kot tudi Mongolov in ljudstva Manču.

## Tibet
Tibet leži v objemu dveh antičnih civilizacij, Kitajske in Indije, vendar je zaradi težke dostopnosti Tibetanskega platoja in mogočnosti Himalaje, vseeno uspel ohraniti svojo identiteto, kulturo in avtentičnost. Tibetanski jezik spada v Tibetansko-Burmansko vejo Sino-Tibetanske jezikovne družine. Tibet je svetu znan tudi po svojima vzdevkoma »Streha sveta« oz. »Dežela snega« (angleško Land of Snow).

## Predzgodovina
Najzgodnejši tibetanski zgodovinski zapisi govorijo o kulturi Žang Žung, to je o ljudstvu, ki se je iz regije Amdo preselila v regijo Guge, ki se razprostira na zahodu Tibeta. Žang Žung velja za verodostojno kulturo religije Bon. V prvem stoletju pr. n. št. je v dolini Yarlung nastalo sosedsko kraljestvo kralja Drigum Tsenpa. Ta je iz kraljestva z izgonom Bon menihov želel odstraniti kulturo Žang Žung, vendar je bil prej umorjen. Tako je Žang Žung ohranil svojo dominanco v regiji vse do 7. stoletja, ko ga je Songcen Gampo priključil.
Zgodnja zgodovina Tibetanske regije iz zahodnih virov sloni prvotno na starodavni Kitajski zgodovini, ki se dopolnjuje z omejenimi arheološkimi najdbami. Kitajski jezik se je od »proto-Tibetansko-Burmanskega« jezika ločil nekje 4000 let pred našim štetjem, tedaj so se Kitajci začeli preživljati z gojenjem prosa v dolini Rumene reke, medtem ko so Tibeto-Burmani ostali nomadi. Tibetanci so se od Burmanov ločili okoli leta 500.

### Arheološke najdbe
Tibetanski plato zaznamujejo megalitični spomeniki. Te so verjetno uporabljali pri čaščenju prednikov. Ne ve se, če so jih zgradili starodavni Tibetanci. Na tibetanski planoti so bile nedavno odkrite predzgodovinske gorske utrdbe iz železne dobe, kakor tudi pogrebni kompleksi, vendar so zaradi oddaljenosti in visoke nadmorske višine arheološka raziskovanja izredno otežena.
Thomas Laird, v svoji knjigi Zgodba Tibeta: Pogovori z Dalai Lamo pravi: »Indijski arheolog V. N. Misra je pokazal, da so bili »prvi ljudje« naseljeni na Tibetanskem platoju že vsaj pred dvajset tisočimi leti, upravičen pa je tudi sum, da so Tibet »prvi ljudje« prečkali v času naselitve Indije, to je pred pol milijona leti.

### Mitološko poreklo
Ni enotnega mnenja o času vladavine prvega Tibetanskega kralja, Nyatri Tsanpa(Wylie Gnya'-khri-btsan-po). Po nekaterih tibetanski tekstih naj bi to bilo v letu 126 pr. n. št., po drugih trditvah v letu 414 pr. n. št. Po sarkastični pripovedki bi naj kralj bil potomec enonogega bitja, imenovanega Theurang, s plavalno kožico med prsti in tako velikim jezikom, da si z njim lahko zakrije cel obraz. Zaradi svoje strašne pojave so se ga v rojstnem Phuwu bali, zato je bil izgnan v Tibet, kjer je veljal za strahovito bitje in postal kralj..
Spet druga legenda, ki je bila prvič potrjena v Maṇi bka' 'bum, pravi, da je Tibetansko ljudstvo nastalo z združitvijo opice Pa Drengen Čangčop Simpa in demona, ki je prebival v skali. Opica je veljala za manifestacijo Avalokitešvare, Bodhisatve sočutja, demon pa je bila za boginjo Taro (Tib. 'Grol-ma)..

## Zgodnja zgodovina
O prvotnem izrazu »Bod«, katerega so v 7 stoletju našega štetja Kitajci prevedli kot pinyin: fan ali bo, razpravlja R. A. Stein takole:
"Ali je bila to posledica tega, da so Tibetanci včasih namesto izraza »Bod«, uporabljali izraz »Bon«, ali pa zaradi tega, ker v kitajščini beseda »fan« splošno označuje »barbare«, ne vemo. Vendar je iz pričevanja Tibetanskega kraljevega odposlanca razvidno, da so Kitajci uporabljali obliko T'u-fan (v pinyinu tudi kot Tubo), ta pa je zelo podoben izrazu Tuppat, s katerim so označevali Turško-Mongolsko raso. Turški in Sogdanski teksti istega obdobja označujejo ljudi, ki so bili naseljeni na severovzhodu današnjega Tibeta »Tüpüt«. To je tudi oblika (Tübbet, Tibbet …) ki so jo Muslimanski pisci uporabljali od devetega stoletja naprej in tako posredovali naprej srednjeveški evropskim raziskovalcem (Piano-Carpini, Rubruck, Marco Polo, Francesco della Penna)."

Prvi od zunaj potrjeni stik s Tibetanskim kraljestvom se je zgodil na začetku 7 stoletja, ko je tibetanski kralj Namri Löntsän (Gnam-ri-slon-rtsan) poslal svojega odposlanika na Kitajsko.«

### Ustanovitev dinastije
Tibet je bil ustanovljen pri gradu z imenom Taktsé (Stag-rtse) v Čingi (Phying-ba), ki se nahaja v pokrajini Čongjä (Phyongs-rgyas). Kjer je, glede na Staro Tibetansko kroniko, »skupina zarotnikov prepričala Stag-bu snya-gzigs-a [Tagbu Nyazig], da se je uprl Dgu-gri Zing-po-rje [Gudri Zingpoje]. Zing-po-rje je bil vazal (podložnik) vladavine Žang–Žung pod dinastijo Lig myi, vendar je umrl, še preden bi bila zarota izpeljana. Nasledil ga je sin Gnam-ri-slon-mtshan [Namri Löntsen], ki je zarotnike prisilil, da so mu zaprisegli zvestobo in jih potem tudi vodil.
Na tej točki je postal Namri Songcen (Namri Löntsän) vodja tega še mladega klana, ki je do leta 630 uspel nadvladati vse okoliške klane in tako doseči nadzor nad področjem današnje Lase. Iz te novo nastale deželne države je zrasel Tibetanski imperij. Vlada Namri Songcen je na Kitajsko poslal dve poslaništvi, prvega leta 608 in drugega leto kasneje. To zaznamuje nastop Tibeta tudi na mednarodni sceni.

## Tibetansko cesarstvo
Tradicionalna Tibetanska zgodovina ima vrsto vladarjev, o čigar početjih pričajo zunanji viri že od sedmega stoletja naprej. Od 7. do 11. stol. Tibetu je vladalo niz vladarjev (glej Seznam Tibetanskih vladarjev). Skozi stoletja, od časa cesarja Songcen Gampa, se je moč imperija postopoma povečevala, tako da je v obdobju cesarja Ralpacana, to je na začetku 9. stol. meja na jugu segala vse do Bengalije, na severu pa je cesarstvo mejilo z Mongolijo.
Raznolik teren, otežen transport in nove ideje, ki so v cesarstvo prišle zaradi širjenja njegovih mej, so povzročila nekatera trenja in oblikovala posamezna območja moči, ki so bila s cesarjem pogosto v nesoglasju. Tako so na primer pripadniki religije Bon in podporniki starodavnih plemiških družin konkurirali z deželo nedavno seznanjenim Budizmom.

### Vladavina Namri Songcena
Energičen Namri Songcen je združil nekatera plemena iz dolin in hitro napredoval v razširjanju mej svojega ozemlja s postavitvijo vojaških baz za prihodnja osvajanja.

### Vladavina Songcen Gampa
Songcen Gampo (Wylie: Srong-brtsan Sgam-po) (rojen približno leta 604, umrl leta 650), je bil velik cesar, ki je razširil moč Tibeta, pripisujejo mu zasluge za prenos budizma v Tibet. Po smrti očeta, Namri Löncena, ki je izgubil življenje zaradi zastrupitve okoli leta 618 si je Songcen Gampo prisvojil oblast s kratkim uporom.
Songcen Gampo se je izkazal tako v diplomaciji, kakor tudi v boju. Mjang Mangpoje (Wylie: Myang Mang-po-rje Zhang-shang), cesarjev minister, je slavil zmago v Sumpu okoli leta 627 in šest let kasneje (približno leta 623) bil obtožen in usmrčen zaradi izdaje. Nasledil ga je minister Gar Songcen (Mgar-srong-rtsan).
Kitajske kronike omenjajo odposlanca v letu 634. Ob tej priliki je Cesar zaprosil za roko Kitajske princese, ampak mu prošnja ni bila uslišana. V letih za tem (635–636)je cesar napadel in premagal ljudstvo Aža (Tibetan: ‘A zha; Chinese: Tüyühün), ki je živelo okoli jezera Koko Nur v severovzhodnem predelu Tibeta in ki je imelo nadzor nad pomembnimi trgovskimi potmi s Kitajsko. Po tibetanskem bojnem pohodu proti Kitajski v letu 635–636 se je Kitajski cesar strinjal s poroko svoje princese s Songcen Gampom.
Zaradi poroke je princesa Venčeng (tibetanščina Mung-chang Kung-co), Kitajsko zapustila šele leta 640. Prispela je leto kasneje. V Tibet je pripeljala veliko budističnih knjig. Velja, da je takrat budizem prvič stopil v Tibet. Med Kitajsko in Tibetom je zavladal mir.
V poroko so poslali tudi Songcen Gampovo sestro Semakar (Sad-mar-kar), ki bi se naj poročila s kraljem Lig-mji-rhja iz Žang Žunga, vendar je ta poroko odklonil. Semakar ga je nato skupaj s svojim bratom porazil in pripojil Žang Žung k Tibetanskemu cesarstvu.
Songcen Gampo je preminil leta 650. Nasledil ga je še mladoleten vnuk Trimang Lön (Khri-mang-slon). Prava moč pa je bila v rokah Gar Songcena.

## Odpiranje svetu
V začetku 19. stoletja se je Tibet začel odpirati svetu. Pred tem je bil od njega malone odrezan, kar so s pridom izkoristile različne velesile (Združeno kraljestvo, Indija, Rusija in Kitajska). Velika Britanija se je zelo zanimala za Tibet, vanj je poslala tudi opazovalce in do leta 1861 že vzpostavila trgovske stike. V tistem času Kitajska Tibeta ni več podpirala, zato se ta ni mogel ubraniti pred Angleži. Ti so, po sporazumu s Kitajci, v Tibetu želeli odpreti trgovsko središče. Angleži so leta 1904 z Indijsko pomočjo zavzeli Tibet in nad njim vzpostavili protektorat. Zaradi jeze Rusije in zaradi širjenja Velike Britanije po Aziji, so ti še vedno priznavali Kitajski oblast nad Tibetom.
Januarja leta  1913 sta v Urgi (Indija) Tibet in Mongolija podpisali bilateralno pogodbo s katero sta obe državi razglasili svojo neodvisnost od Kitajske. Po vrnitvi iz Indije je trinajsti Dalai Lama izdal uradno deklaracijo popolne neodvisnosti Tibeta, ki je bila podpisana osmega dne prvega meseca v letu vodenega vola (marec 1913).
Trinajsti dalailama Thubten Gjatso je sprevidel nujnost politične, ekonomske in družbene modernizacije Tibeta. Tako so se začeli ustvarjati mednarodnih odnosi, uvedel in moderniziral je pošto in telegraf in kljub nemirnemu obdobju uvedel merila za modernizacijo Tibeta. Med drugim je poskušal reformirati kazenski sistem in ga približati zahodnemu. Po njegovi smrti leta 1933 se je ponovno vrnilo obdobje politične nestabilnosti pod vodstvom tradicionalnih izolacionistov.
Po smrti trinajstega dalailame prispe v Laso pod krinko izražanja sožalja diplomatsko odposlanstvo Kitajske, katere namen je bil ureditev vprašanje Sino-Tibetanske meje. Po odhodu glavnih kitajskih odposlancev je druga Kitajska delegacija, ki je dovoljenje za bivanje v Lasi dobila na isti podlagi kakor nepalski in indijski poslanci, ostala in nadaljevala diskusijo vse do izgona, to je leta 1949.
Septembra 1949 je Komunistična Kitajska vdrla v vzhodni Tibet in zajela Čamdo, sedež guvernerja vzhodnega Tibeta. 11. novembra leta 1950 je Tibetanska vlada protestirala pri Organizaciji Združenih Narodov proti kitajski agresiji. Kljub El Salvadorjevi postavitvi tibetanskega vprašanja je izvršni komite OZN preložil vprašanje na kasnejšo obravnavo.
Komaj šestnajstleten je 17. novembra 1950, zaradi resne krize v državi, Njegova svetost štirinajsti dalailama prevzel popolno duhovno in svetno oblast in tako postal državni voditelj. 23. maja 1951 je bila tibetanska delegacija, ki se je zaradi vdora komunistov udeležila pogovorov v Pekingu, prisiljena podpisati t. i. Sporazum o merilih za mirno osvoboditev Tibeta v 17-ih točkah, saj bi v nasprotnem primeru bilo uporabljeno še večje vojaško nasilje poleg že tako ponarejenega uradnega tibetanskega žiga.
Kitajci so potem uporabili ta dokument za izvršitev svojih načrtov glede spremembe statusa Tibeta v Kitajsko kolonijo kljub močnemu uporu Tibetanskega ljudstva. Povrh vsega so Kitajci prekršili vsak člen tega vsiljenega dokumenta.
9. septembra 1951 je na tisoče kitajskih vojakov vkorakalo v Laso. Nasilna okupacija Tibeta je oznamovala sistematično uničevanje samostanov, zatiranje religije, zanikanje politične svobode, množične pomore in zapiranja nedolžnih otrok, žensk in moških.
Tibetanski upor je svoj vrhunec dosegel 10. marca 1959 kot Tibetanska državna vstaja proti Kitajcem v Lasi. Kitajci so na vstajo ostro odgovorili. Na ulicah je bilo pobitih na tisoče otrok, moških in žensk, česar do takrat Tibetanci, ki veljajo za miroljubno ljudstvo, niso poznali. Glavne tarče Kitajcev so bili nune in menihi. Mnogo templjev in samostanov je bilo porušenih.
Politični azil je Njegova Svetost 14. Dalai Lama poiskal v Indiji kamor je 17. marca 1959 prebegnil. Temu je sledilo množično izseljevanje Tibetancev v izgnanstvo. Zgodovina Tibeta do takrat ni poznala tako velikega preseljevanja. Danes je po celem svetu več kot sto tisoč Tibetanskih beguncev.
Od Kitajske okupacije Tibeta je minilo sedaj že 40 let, vendar se nasilje še vedno nadaljuje..

## Zunaje povezave
- Zgodovina Tibeta v angleškem jeziku
- Stran prijateljev Tibeta
- Časovna preglednica zgodovinskih dogodkov Tibeta v en.  Arhivirano 2008-02-08 na Wayback Machine.